# Cuaderno de temas comunes

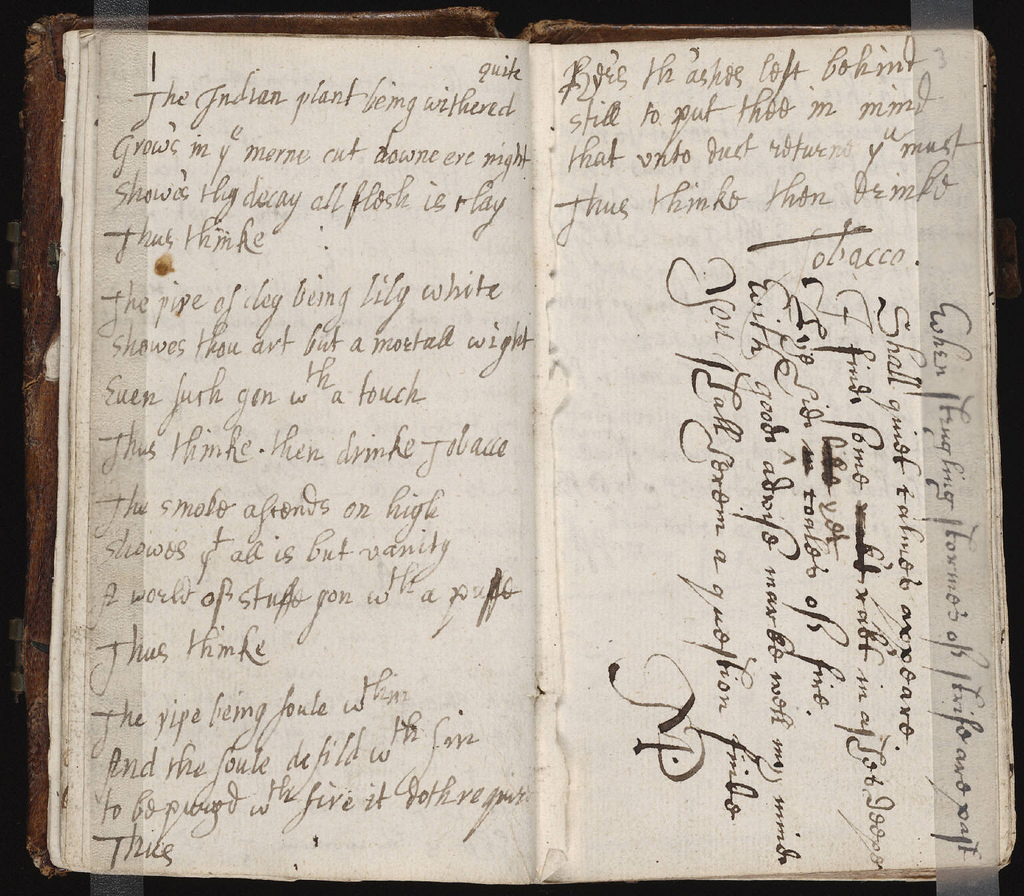
Un cuaderno habitual de mediados del.

Los Cuadernos habituales (traducido literalmente como libros habituales) son una forma de recopilar conocimientos, generalmente escribiendo información en libros o cuadernos. Es una práctica que se ha utilizado desde la antigüedad, conservándose especialmente documentos desde el Renacimiento y el siglo XIX. Estos libros son similares a álbumes de recortes llenos de elementos de muchos tipos: notas, proverbios, refranes, aforismos, máximas, citas, cartas, poemas, tablas de pesos y medidas, oraciones, fórmulas legales y recetas.
Las entradas suelen estar organizadas bajo títulos de materia sistemáticos  y difieren funcionalmente de las revistas o diarios, que son cronológicos e introspectivos. 

## Descripción general
"Lugar común" es una traducción del término latino locus communis (del griego tópos koinós, véase topos literario) que significa "un tema general o común", como una declaración de sabiduría proverbial. En este sentido original, los libros comunes eran colecciones de tales dichos, como la colección de John Milton . El concepto "cuaderno común" se utiliza a veces con un sentido amplio, refiriéndose a colecciones de un individuo en un volumen que tienen un tema común (por ejemplo, la ética) o explora varios temas. El término se superpone con aspectos de los términos " antología " o "manuscrito mixto" refiriéndose más a una colección de dichos o extractos realizados por un individuo, a menudo recopilados bajo títulos temáticos.
Los cuadernos de temas comunes son un género de escritura separado de los diarios o relatos de viajes . Los lectores, escritores, estudiantes y académicos utilizan estos cuadernos como ayuda para recordar conceptos o hechos útiles; a veces se les exigía a las mujeres jóvenes como prueba de su dominio de los roles sociales y como demostración de la corrección de su educación.  Se volvieron importantes en la temprana Europa moderna. Como género, los cuadernos de temas comunes eran generalmente colecciones privadas de información, pero a medida que la cantidad de información creció tras la invención de los tipos móviles y la impresión se hizo menos costosa, algunos se publicaron para el público en general.
En 1685, el filósofo inglés de la Ilustración, John Locke, escribió un tratado en francés sobre cuadernos de temas comunes, traducido al inglés en 1706 como A New Method of Making Common-Place-Books (Nuevo método para confeccionar cuadernos de temas comunes), en el que se formulaban técnicas para introducir proverbios, citas, ideas y discursos. Locke dio consejos específicos sobre cómo organizar el material por tema y categoría, utilizando temas clave como el amor, la política o la religión. Después de la publicación de su trabajo, los editores a menudo imprimían libros vacíos con espacio para títulos e índices que debían ser completados por sus usuarios. Un ejemplo es el "Cuaderno de temas comunes, formado generalmente sobre los principios recomendados y practicados por el señor Locke", que fue publicado por John Bell casi un siglo después del tratado de Locke. Erasmus Darwin utilizó una copia de este cuaderno en blanco de 1776 a 1787, y posteriormente fue utilizado por Charles Darwin, quien lo llamó "el gran libro" al componer la biografía de su abuelo. 
A principios del siglo XVIII, se habían convertido en un dispositivo de gestión de información en el que quien tomaba notas almacenaba citas, observaciones y definiciones. Se utilizaban en hogares privados para recopilar textos éticos o informativos, a veces junto con recetas o fórmulas médicas. Para las mujeres, que estaban excluidas de la educación superior formal, el cuaderno de temas comunes podría ser un depósito de referencias intelectuales. Elizabeth Lyttelton conservó uno desde la década de 1670 hasta 1713  y Anna Jameson publicó un ejemplo típico en 1855,  que incluía títulos como Fragmentos éticos ; teológico ; Literatura y Arte .
Los científicos y otros pensadores utilizaban cuadernos de temas comunes del mismo modo que hoy se podría utilizar una base de datos: Carl Linneo, por ejemplo, utilizó esta técnica para inventar y organizar la nomenclatura de su Systema Naturae (que es la base del sistema utilizado por científicos de hoy). 
El sistema común de toma de notas categorizadas no se limitaba a los libros. En el siglo XX, Henri de Lubac viajaba con sus notas en un bolso. Erasmo de Róterdam viajó con un cofre de notas, incluidos ejemplos de latín bien escrito que formaron la base de su Adagio .  En De Copia, su método de recopilación de ejemplos (Ratio collegendi exampla) defendía una división jerárquica pero ad hoc de los temas: por ejemplo, el nivel superior podría ser Piedad e Impiedad, bajo Piedad podría venir Gratitud, y bajo estos títulos se colocan textos de ejemplo.  El concepto común propiamente dicho sería algún aforismo o moralejas simples, que puedan extraerse, como por ejemplo: La multitud ama y odia sin pensar. 
Como resultado del desarrollo de la tecnología de la información, existen varias aplicaciones de software que realizan las funciones que los cuadernos de temas comunes en papel cumplían para las generaciones anteriores de pensadores.

## Historia

### Orígenes filosóficos
A partir de Topica, Aristóteles distinguió entre formas de argumentación y se refirió a ellas como temas comunes. Amplió la idea en Retórica, donde sugirió que también se utilizaran para explorar la validez de proposiciones a través de la retórica. Cicerón en su  De Oratore aclaró aún más la idea de temas comunes y los aplicó a la oratoria. También creó una lista de temas comunes que incluía sententiae (dichos de sabios) o citas de filósofos, estadistas y poetas. Quintiliano amplió aún más estas ideas en Institutio Oratoria, un tratado sobre educación retórica, y pidió a sus lectores que memorizaran sus temas comunes. También enmarcó estos temas comunes en connotaciones morales y éticas.
Si bien hay compilaciones antiguas de escritores como Plinio y Diógenes Laercio, muchos autores del Renacimiento atribuyeron a Aulo Gelio el fundador del género con sus habituales Noches del ático . 
En el siglo I d. C., Séneca el Joven sugirió que los lectores recopilaran ideas y frases comunes como si fueran una abeja y, por imitación, las convirtieran en sus propias palabras parecidas a la miel. En la antigüedad tardía, la idea de emplear temas comunes en entornos retóricos estaba bien establecida. 
Presumiblemente escrito durante el siglo V, Se presume que Stobaeus compiló un extenso manuscrito de dos volúmenes comúnmente conocido como Las Antologías de extractos que contienen 1.430 citas en poesía y prosa de obras de las cuales sólo 315 aún se conservan en el siglo XXI. 
En el siglo VI, Boecio había traducido la obra de Aristóteles y Cicerón y había creado su propia explicación de los temas comunes en De topicis diferentiis .

### Florilegio
En el siglo VIII, la idea de cuadernos de temas comunes fue utilizada, principalmente en contextos religiosos, por predicadores y teólogos, para recopilar pasajes extraídos de la Biblia o de los Padres de la Iglesia aprobados. A principios de este período, los pasajes se recopilaban y ordenaban en el orden de aparición en las obras de las que se tomaban, pero en el siglo XIII se ordenaban más comúnmente bajo títulos temáticos.  Estas antologías religiosas se denominaron florilegia, que se traduce como reuniones de flores. A menudo, sus creadores utilizaron estas colecciones para componer sermones.

### Primeros ejemplos
Los precursores de libros de temas comunes fueron los registros que llevaban los filósofos romanos y griegos de sus pensamientos y meditaciones diarias, que a menudo incluían citas de otros pensadores. La práctica de llevar un diario como este fue especialmente recomendada por estoicos como Séneca y Marco Aurelio, cuya propia obra Meditaciones (siglo II d. C.) era originalmente un registro privado de pensamientos y citas. El libro de almohadas de Sei Shonagon, una cortesana del Japón de los siglos X u XI, es también un libro privado de anécdotas y poesía, pensamientos y listas cotidianos. Sin embargo, ninguno de ellos incluye la gama más amplia de fuentes normalmente asociadas con libros de temas comunes.
Varios estudiosos del Renacimiento conservaron algo parecido a un cuaderno o libro de temas comunes. Por ejemplo, Leonardo da Vinci, que describió su cuaderno exactamente como está estructurado un libro común y corriente: "Una colección desordenada, extraída de muchos papeles, que he copiado aquí con la esperanza de ordenarlos después cada uno en su lugar, según los temas de que trate."  El enciclopedista francés Jean Bodin utilizó el libro común como "un arsenal de 'hechos'". 

### Zibaldone
Durante el siglo XV, la península italiana fue escenario del desarrollo de dos nuevas formas de producción de libros: el libro de registro de lujo y el zibaldone (o batiburrillo). Lo que diferenciaba estas dos formas era su lengua de composición: la lengua vernácula.  Giovanni Rucellai, compilador de uno de los ejemplos más sofisticados del género, lo definió como una "ensalada de muchas hierbas". 
Los "Zibaldone" eran siempre manuscritos de papel de tamaño pequeño o mediano; nunca eran las voluminosas copias de libros de registro o textos para mostrar, típicos de un escritorio grande. También carecían del forro y la extensa ornamentación de otros ejemplares de lujo. En lugar de miniaturas, un zibaldone suele incorporar bocetos del autor. Zibaldone estaban en escritura cursiva (primero minúscula de cancillería y luego minúscula mercantil) y contenían lo que el paleógrafo Armando Petrucci describe como "una asombrosa variedad de textos poéticos y en prosa".  Los textos devocionales, técnicos, documentales y literarios aparecen uno al lado del otro sin ningún orden discernible. La yuxtaposición de impuestos pagados, tipos de cambio de divisas, remedios medicinales, recetas y citas favoritas de Agustín y Virgilio retrata una cultura secular y alfabetizada en desarrollo. 
Las selecciones literarias más populares fueron las obras de Dante Alighieri, Francesco Petrarca y Giovanni Boccaccio : las "Tres Coronas" de las tradiciones vernáculas florentinas.  Estas colecciones han sido utilizadas por los eruditos modernos como fuente para interpretar cómo los comerciantes y artesanos interactuaron con la literatura y las artes visuales del Renacimiento florentino.
El zibaldone más conocido del siglo XIX es el Zibaldone di pensieri Giacomo Leopardi; sin embargo, se aleja significativamente del género moderno temprano de cuadernos de temas comunes y es bastante comparable al diario intelectual que practicaba, por ejemplo, Samuel Taylor Coleridge, entre otros.
En el siglo XVII, los cuadernos de temas comunes se habían convertido en una práctica reconocida que se enseñaba formalmente a los estudiantes universitarios en instituciones como Oxford.  John Locke añadió su esquema de indexación de libros de temas comunes a una impresión de su Ensayo sobre el entendimiento humano .  La tradición común en la que se educaron Francis Bacon y John Milton tenía sus raíces en la pedagogía de la retórica clásica, y el uso del registro y lectura de libros con temas comunes persistió como técnica de estudio popular hasta principios del siglo XX. Muchos pensadores clave de la Ilustración utilizaron cuadernos de temas comunes, y autores como el filósofo y teólogo William Paley los utilizaron para escribir libros.  Tanto aRalph Waldo Emerson como aHenry David Thoreau se les enseñó a llevar cuadernos de temas comunes en la Universidad de Harvard. Estos cuadernos se encuentran publicados actualmente.
Sin embargo, también se trataba de una práctica  privada que resultaba especialmente atractiva para los autores. Algunos, como Samuel Taylor Coleridge, Mark Twain y Virginia Woolf, mantuvieron notas de lectura desordenadas que se entremezclaban con otro material bastante variado; otros, como Thomas Hardy, siguieron un método de lectura de notas más formal que reflejaba más fielmente la práctica original del Renacimiento . La antigua función de "cámara de compensación" del cuaderno de temas comunes que busca, condensar y centralizar ideas y expresiones útiles, se volvió menos popular con el tiempo.

## Ejemplos

### Manuscritos
- Adelaide Horatio Seymour Spencer, dama del siglo XIX. Celebrado en la Biblioteca Franklin de la Universidad de Pensilvania. [24]
- Miscelánea de Glastonbury. (Trinity College, Cambridge, MS 0.9.38). Diseñado originalmente como un libro de cuentas.
- Isaac Newton (1643-1727), matemático y físico. Celebrado en la Universidad de Cambridge, con una versión digitalizada disponible gratuitamente para ver en línea. [25] Desarrolló el cálculo en un lugar común al que llamó su libro de desecho .
- Jean Miélot, traductor y autor borgoñón del siglo XV. Su libro se encuentra en la Bibliothèque nationale de France, y las principales fuentes de sus versos, muchos de ellos escritos para ocasiones de la corte.
- Loci communes (Pseudo-Maximus), un florilegio de finales del siglo IX o principios del X
- Richard Hill, un tendero de Londres (Oxford, Balliol College, MS 354).
- Robert Reynes de Acle, Norfolk (Oxford, Biblioteca Bodleian, MS Tanner 407).
- Virginia Woolf, novelista del siglo XX. Algunos de sus cuadernos se encuentran en Smith College, Massachusetts. [26]
- Libro común del comerciante Zibaldone da Canal (New Haven, CT, Biblioteca de manuscritos y libros raros de Beinecke, MS 327)

### Ejemplos publicados
- Sra. Anna Anderson, Un libro común de pensamientos, recuerdos y fantasías ( Longman, Brown, Green y Longman, 1855 )
- W. Ross Ashby (1903-1972) comenzó a escribir un libro común en una revista en mayo de 1928 cuando era estudiante de medicina. Lo conservó durante 44 años hasta su muerte, momento en el que ocupó 25 volúmenes con 7.189 páginas y estaba indexado con 1.600 fichas. La Biblioteca Británica creó un archivo digital de sus lugares comunes que se ha publicado en línea con numerosos enlaces cruzados basados en su índice original. http://www.rossashby.info/index.html Archivado el 8 de febrero de 2009 en Wayback Machine. Archived  </link>
- WH Auden, Un mundo determinado (Nueva York: The Viking Press, 1970).
- Francis Bacon, The Promus of Formularies and Elegancies, Longman, Greens and Company, Londres, 1883. El Promus de Bacon era una lista aproximada de frases elegantes y útiles extraídas de la lectura y la conversación que Bacon utilizó como libro de consulta por escrito y probablemente también como libro de referencia para la práctica oral al hablar en público.
- Robert Burns, Libro común de Robert Burns. 1783–1785 . James Cameron Ewing y Davidson Cook. glasgow : Gowans y Gray Ltd., 1938.
- EM Forster, Libro común, ed. Philip Gardner (Stanford: Stanford University Press, 1985).
- El Houghton Club, que posee los derechos de pesca de más de una docena de millas del río Test, mantuvo un libro común del club de 1827 a 1902, lleno de textos manuscritos y dibujos, con numerosas cartas y dibujos de los miembros aportados. Se imprimió un facsímil de edición limitada para los miembros (Londres: Atelier Press, 2019).
- Thomas Jefferson, Libro literario común (DL Wilson, ed., Princeton University Press, 1989)
- Thomas Jefferson, Legal Commonplace Book (David Thomas Konig y Michael P. Zuckert, eds., Princeton University Press, 2019)
- Ben Jonson, Madera; o descubrimientos realizados sobre los hombres y la materia, tal como surgieron de sus lecturas diarias o tuvieron su reflujo en su peculiar noción de los tiempos (Londres, 1641). [27]
- Transcrito por Bruce Sterling .
- El libro común de Elizabeth Lyttelton (Cambridge University Press, 1919)
- John Man, Lugares comunes de la religión cristiana (Londres, 1578)
- John Marbeck, Un libro de notas y lugares comunes... recopilados y reunidos a partir de las obras de diversos escritores singulares y ordenados alfabéticamente (Londres, 1581).
- Philip Melanchthon, Loci Communes, 1512 ( Archivo de Internet )
- John Milton, Libro común de Milton, en John Milton: Complete Prose Works, gen. ed. Don M. Wolfe (New Haven: Yale University Press, 1953). Milton guardó notas académicas de sus lecturas, junto con citas de páginas para utilizarlas al escribir sus tratados y poemas.
- Ronald Reagan (1911-2004) mantuvo un libro común con títulos tradicionales y utilizando fichas que "se guardaban en las fundas de plástico de un álbum de fotos negro". [28] Se llevan a cabo en la Biblioteca Presidencial Ronald Reagan . Editadas por su biógrafo Douglas Brinkley, sus notas fueron publicadas como el libro The Notes: Ronald Reagan's Private Collection of Stories and Wisdom (Harper Collins, 2011). [29]